# Bryidae
Bryidae er en underklasse af Bryopsida. Dets medlemmer er almindelige over hele verden og er kendetegnet ved at have et dobbelt peristom.

## Klassifikation
Bryidae deles i to overordner, der indeholder følgende ordner :
Overorden: Bryanae
Splachnales
Bryales
Bartramiales
Orthotrichales
Hedwigiales
Rhizogoniales
Overorden: Hypnanae
Hypnodendrales
Ptychomniales
Hookeriales
Hypnales